# Санта-Мария (Калифорния)
Санта-Мария (англ. Santa Maria) — город, расположенный в округе Санта-Барбара (штат Калифорния, США) с населением 99 553 человека по статистическим данным переписи 2010 года.

## История
Санта-Мария экономически и социально плотно связана с городом Гуадалупе, который находится примерно в 8 милях (13 км) к западу.
В 1998 году город был награждён премией «All-America City Award» (с англ. — «Всеамериканский город») присуждаемой Национальной гражданской лигой, которую неофициально называют «Нобелевской премией за конструктивное гражданство» и которая выдается за активную гражданскую позицию жителей некорпоративных сообществ Соединённых Штатов в жизни местного самоуправления.

## География
По данным Бюро переписи населения США Санта-Мария имеет общую площадь в 60,592 км², из которых 58,937 км² занимает земля и 1,655 км² — вода. Площадь водных ресурсов составляет 2,7 % от всей его площади.
Город Санта-Мария расположен на высоте 66 метров над уровнем моря.

## Демография
| Год переписи                                           | Нас.   |       | %±    |
| ------------------------------------------------------ | ------ | ----- | ----- |
| 1910                                                   | 2260   |       | —     |
| 1920                                                   | 3943   |       | 74,5% |
| 1930                                                   | 7057   |       | 79%   |
| 1940                                                   | 8522   |       | 20,8% |
| 1950                                                   | 10440  |       | 22,5% |
| 1960                                                   | 20027  |       | 91,8% |
| 1970                                                   | 32749  |       | 63,5% |
| 1980                                                   | 39685  |       | 21,2% |
| 1990                                                   | 61284  |       | 54,4% |
| 2000                                                   | 77423  |       | 26,3% |
| 2010                                                   | 99553  |       | 28,6% |
| 2014                                                   | 103410 | [ 8 ] | 3,9%  |
| 1910–2014 Источники: 1910—1970, 1980—1990, 2000, 2010. |        |       |       |

По данным переписи населения 2010 года в Санта-Мария проживало 99 553 человека. Средняя плотность населения составляла около 1689,1 человек на один квадратный километр.
Расовый состав города по данным переписи распределился следующим образом: 55 983 (56,2 %) — белых, 1656 (1,7 %) — чёрных или афроамериканцев, 5054 (5,1 %) — азиатов, 1818 (1,8 %) — коренных американцев, 161 (0,2 %) — выходцев с тихоокеанских островов, 29 841 (30 %) — других народностей, 5040 (5,1 %) — представителей смешанных рас. Испаноязычные или латиноамериканцы составили 70,4 % от всех жителей (70 114 человек).
Население по возрастному диапазону по данным переписи распределилось следующим образом: 31 302 человек (31,4 %) — жители младше 18 лет, 12 170 человек (12,2 %) — от 18 до 24 лет, 16 211 человек (16,3 %) — от 25 до 34 лет, 17 931 человек (18 %) — от 35 до 49 лет, 12 548 человек (12,6 %) — от 50 до 64 лет и 9 391 человек (9,4 %) — в возрасте 65 лет и старше. Средний возраст жителей составил 28,6 года. Женщины составили 49,5 % (49 232 человек) от всех жителей города, мужчины 50,5 % (50 321 человек).